# Ranunculus stenorhynchus
Ranunculus stenorhynchus là một loài thực vật có hoa trong họ Mao lương. Loài này được Franch. miêu tả khoa học đầu tiên năm 1885.